# Dysstroma hewlettaria
Dysstroma hewlettaria är en fjärilsart som beskrevs av Wright 1927. Dysstroma hewlettaria ingår i släktet Dysstroma och familjen mätare. Inga underarter finns listade i Catalogue of Life.